# Jesper Larsen
Jesper Larsen (født 1969) er en dansk journalist, der var studievært på DR2's nyhedsprogram Deadline.
Larsen blev uddannet journalist fra Danmarks Journalisthøjskole i 1995 og blev efterfølgende ansat på Jyllands-Postens Christiansborg-redaktion. Her var han til 1998, hvor han kom til Berlingske Tidende. Først som journalist på samfundsredaktionen, fra 2000 som korrespondent i Stockholm og Bruxelles, og fra 2004 som politisk redaktør. I 2007 kom til han til DR, hvor han først blev vært på Debatten på DR2 og senere på Deadline samme sted.
Jesper Larsen blev efter offentliggørelsen af fortrolige trusselsvurderinger fra Forsvarets Efterretningstjeneste forud for Irak-krigen tiltalt med påstand om fængselsstraf for at have skadet Danmarks sikkerhed, men blev sammen med de øvrige tiltalte, daværende chefredaktrør Niels Lunde og journalist Michael Bjerre, i 2006 pure frifundet i retssagen, der var principiel og vakte stor opsigt, også internationalt. Kilden til de offentliggjorte trusselsvurderinger, Frank Grevil, blev imidlertid idømt fire måneders ubetinget fængsel.
Larsen er medforfatter til bogen Blindt ind i Basra - Danmark og Irak-krigen, der udkom på Gyldendal i 2008.
Jesper Larsen fortsatte efter tiden som studievært på DR2 som udlandsredaktør på Berlingske og fra 2013 til 2018 som chef for DR Aktualitet og Debat. Derefter blev han ansat som kommunikationschef i Forsvarsministeriet, og han fungerer i dag som kommunikationschef i forsyningsvirksomheden Novafos.  